# Galina Vixnévskaia
Galina Pàvlovna Vixnévskaia (en rus: Гали́на Па́вловна Вишне́вская, nascuda Ivanova, Иванова; Sant Petersburg, 25 d'octubre de 1926 - Moscou, 11 de desembre de 2012) va ser una soprano d'òpera russa, que va ser nomenada artista popular de l'URSS el 1966.

## Biografia
Vixnévskaia va néixer a Leningrad (actualment Sant Petersburg). Va fer el seu debut professional a l'escenari l'any 1944 cantant opereta. Després d'un any estudiant amb Vera Nikolajevna Garina, va guanyar un concurs organitzat pel Teatre Bolxoi de Moscou (amb la cançó de Rakhmàninov «O, Do Not Grieve» i l'ària de Verdi «O patria mia» d'Aida el 1952). L'any següent es va convertir en membre del Teatre Bolxoi.
El 24 de març de 1957 va fer el seu debut a l'Òpera Nacional de Finlàndia com a Tatiana, a Ievgueni Oneguin. El 9 de maig de 1960 va fer la primera aparició a Sarajevo al Teatre Nacional, com a Aida. El 1961 va debutar a l'Òpera Metropolitana amb Aida; l'any següent a la Royal Opera House amb el mateix paper. Per al seu debut a la Scala el 1964, va cantar Liù a Turandot, al costat de Birgit Nilsson i Franco Corelli. A més dels papers del repertori operístic rus, Vixnévskaia també va cantar papers com Violetta, Tosca, Cio-cio-san, Leonore i Cherubino.
Benjamin Britten va escriure el paper de soprano al seu War Requiem (acabat el 1962) especialment per a ella, encara que l'URSS li va impedir viatjar a la catedral de Coventry per a l'estrena. Finalment li va permetre marxar per fer el primer enregistrament del Rèquiem.
Vixnévskaia va estar casada amb el violoncel·lista Mstislav Rostropóvitx des de 1955 fins a la seva mort, el 2007; actuaven junts amb regularitat. Tant ella com Rostropóvitx eren amics de Dmitri Xostakóvitx, i van fer una gravació electrificant de la seva òpera Lady Macbeth de Mtsensk per a EMI. Aleksandr Soljenitsin, amic i aliat en diverses causes, va viure a la seva datxa durant uns tres anys a partir de 1968, en un moment en què era vigilat de prop pel KGB i s'havia convertit en una no-persona oficial; la casa dels dos aclamats músics oferia seguretat i llibertat davant el risc de ser espiat a casa seva.
El 1974, la parella va demanar al govern soviètic una excedència prolongada i va abandonar la Unió Soviètica. Finalment es van establir als Estats Units i París. El 1982, la soprano es va acomiadar de l'escenari de l'òpera, a París, com a Tatiana, a Ievgueni Oneguin, de Txaikovski, el mateix paper amb què havia començat a cantar als escenaris. El 1987 va dirigir l'obra de Rimski-Kórsakov La núvia del tsar a Washington, DC. El 1984, Višnevskaja va publicar unes memòries, Galina: A Russian Story, i el 2002 va obrir el seu propi teatre d'òpera a Moscou, el Galina Vixnévskaia Opera Centre.
El 2006 va aparèixer al documental d'Alexander Sokurov Elegy of a life: Rostropovich, Vishnevskaya. L'any 2007 va protagonitzar la seva pel·lícula Alexandra, interpretant el paper d'una àvia que venia a veure el seu net a la Segona Guerra txetxena. La pel·lícula es va estrenar al Festival de Cannes de 2007. En l'última setmana de la seva vida, el president rus Vladímir Putin la va honorar amb l'Orde del Mèrit de Primera Classe per a la Pàtria.
L'11 de desembre de 2012, Vixnévskaia va morir als 86 anys a Moscou. Es va casar tres vegades. El seu primer matrimoni va ser amb Georgy Višnevski, un mariner. Ella va conservar el seu nom familiar després del seu divorci. El seu segon matrimoni va ser amb el violinista i director de la companyia d'òpera lleugera de Leningrad, Mark Rubin, que també va ser el seu gerent. Aquest segon matrimoni va donar un fill, que va morir als 2 mesos, i va durar 10 anys abans d'acabar en divorci. El tercer amb Rostropóvitx; les seves filles la sobreviuen.

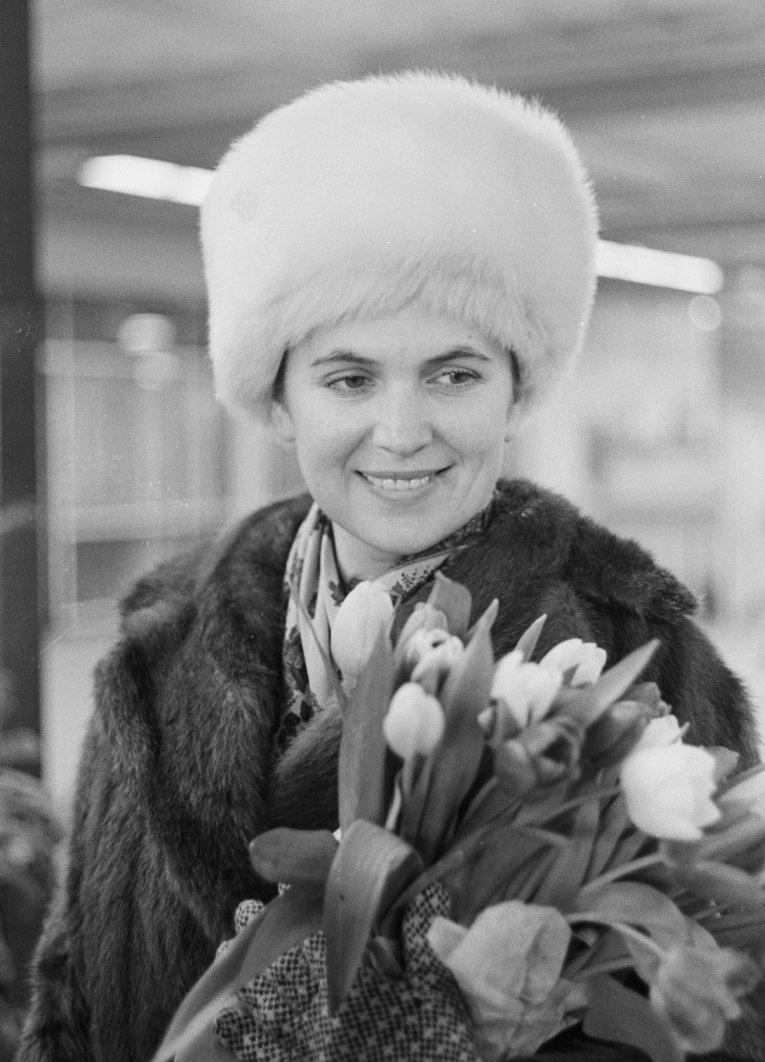
Galina Vixnévskaia al 1963

## Enregistraments
Višnevskaja va fer molts enregistraments, com Eugene Onegin (1956 i 1970), Mussorgsky's Songs and Dances of Death (1961 i 1976), Britten 's War Requiem (amb Sir Peter Pears i Dietrich Fischer-Dieskau, dirigit pel compositor; 1963), L'eco del poeta (1968), Boris Godunov, de Mussorgski (1970 i 1987), Tosca, de Puccini (1976), La reina de piques, de Txaikovski (amb Regina Resnik, 1976), Lady Macbeth, de Mtsensk (1978), Txaikovski (1978), Txaikovski, amb Nicolai Gedda, 1984), i Guerra i pau, de Prokofiev (1986).

## Honors i premis
- Premi Puccini per les seves interpretacions de Tosca (2003).[7]
- Orde del Mèrit de la Pàtria;
  - 1a classe (1 de desembre de 2012)
  - 2a classe (18 d'octubre de 2006) per una contribució excepcional a la música i molts anys d'activitat creativa fructífera
  - 3a classe (25 d'octubre de 1996) per la seva gran contribució personal al desenvolupament de l'art musical
  - 4a classe (18 d'octubre de 2011) per una contribució destacada al desenvolupament de la cultura musical nacional i molts anys d'activitats docents i educatives
- Orde de Lenin (1973)
- Medalla "Per a la defensa de Leningrad" (1943)
- Artista honorada de la RSFSR (1955)
- Artista popular de la RSFSR
- Artista popular de l'URSS (1966)
- Medalla de diamant de la ciutat de París (1977)
- Oficial de l'Ordre de les Arts i les Lletres (França, 1982)
- Comandant de la Legió d'Honor (França, 1983)
- Doctora en Arts honoris causa, Rivier College (Nashua, New Hampshire, EUA)Galina Višnevskaja amb el seu marit Mstislav Rostropovitx

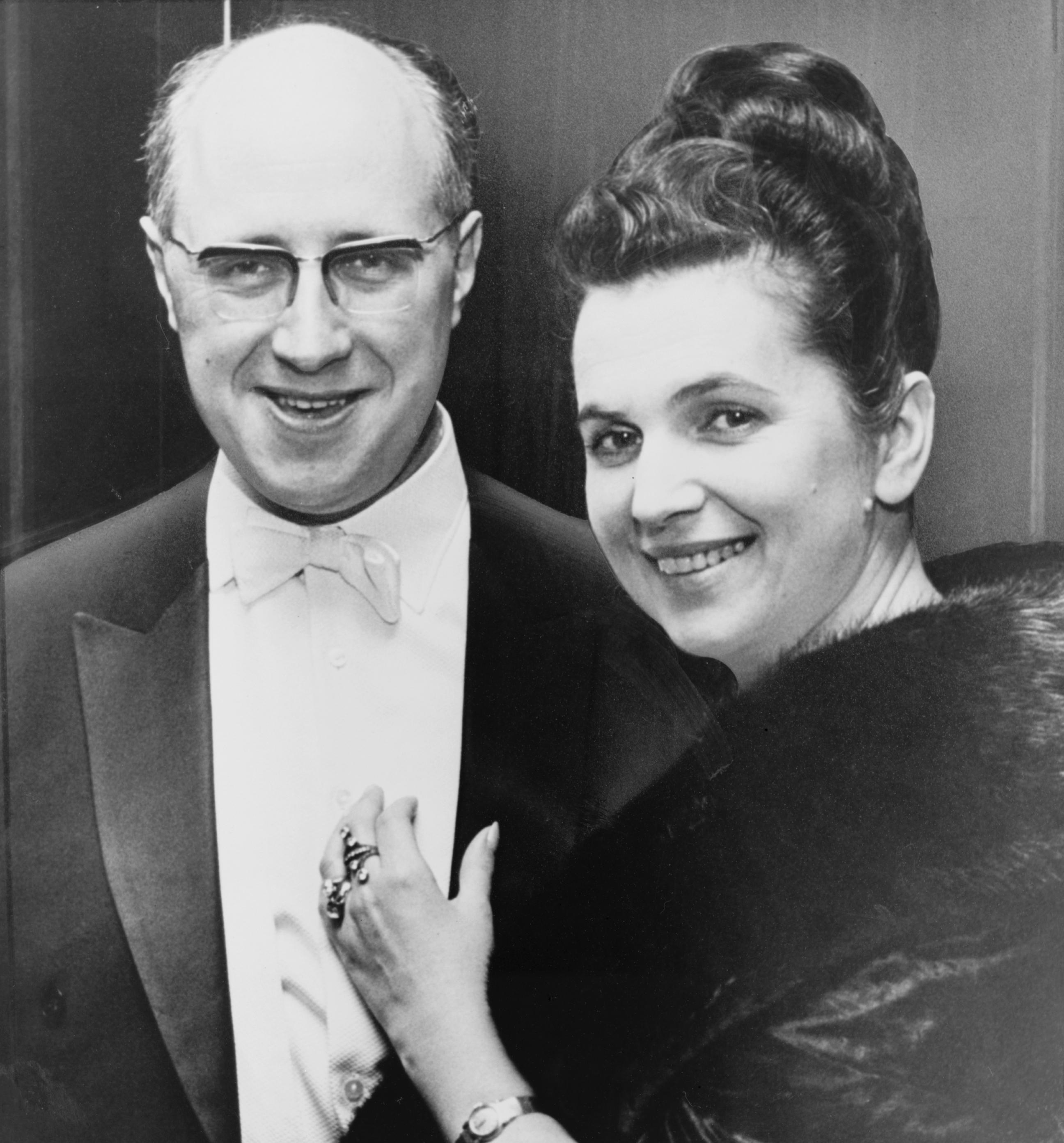
Galina Višnevskaja amb el seu marit Mstislav Rostropovitx

- Grau Honorífic de Doctor en Música, Hamilton College
- Doctor en Música, St. Lawrence University (Canton, NY, EUA)
- Ciutadà d'honor de Kronstadt (1996)
- Premi d'Art Tsarskoie Selo (2000)
- Professor honorari de la Universitat Estatal de Moscou (21 de novembre de 2007)
- Orde de St. Princesa Olga, de l'Església Ortodoxa Russa
- Orde de Santa Eufrosina, Gran Duquessa de Moscou, 2a classe (2011) en consideració de l'assistència a l'Església Ortodoxa Russa i en relació amb el seu 85è aniversari
- Orde de Pere el Gran (Acadèmia de Policia)
- Millor actriu (Gremi rus de crítics de cinema, 2007) - per la versió de "White Elephant"
- Agraïment del president de la Federació de Rússia (25 d'octubre de 2001) per la seva destacada contribució al desenvolupament de l'art musical i la tasca benèfica activa.